# Maison De Beerie
La Maison De Beerie (Burgerhuis De Beerie en néerlandais) est une maison classée de style baroque classicisant située au centre de la ville de Gand, dans la province de Flandre-Orientale en Belgique.
Une beerie était à l'origine un magasin de blé.

## Localisation
La Maison De Beerie est située au n° 5 du quai aux Herbes (Graslei), un quai situé le long de la Lys (affluent de l'Escaut) qui constitue « un des plus beaux ensembles de Belgique, bordé des anciennes maisons des corporations », parmi lesquelles la maison romane de Gand, la  Maison Den Enghel, la Maison des Mesureurs de grains et la Maison des Francs-Bateliers.

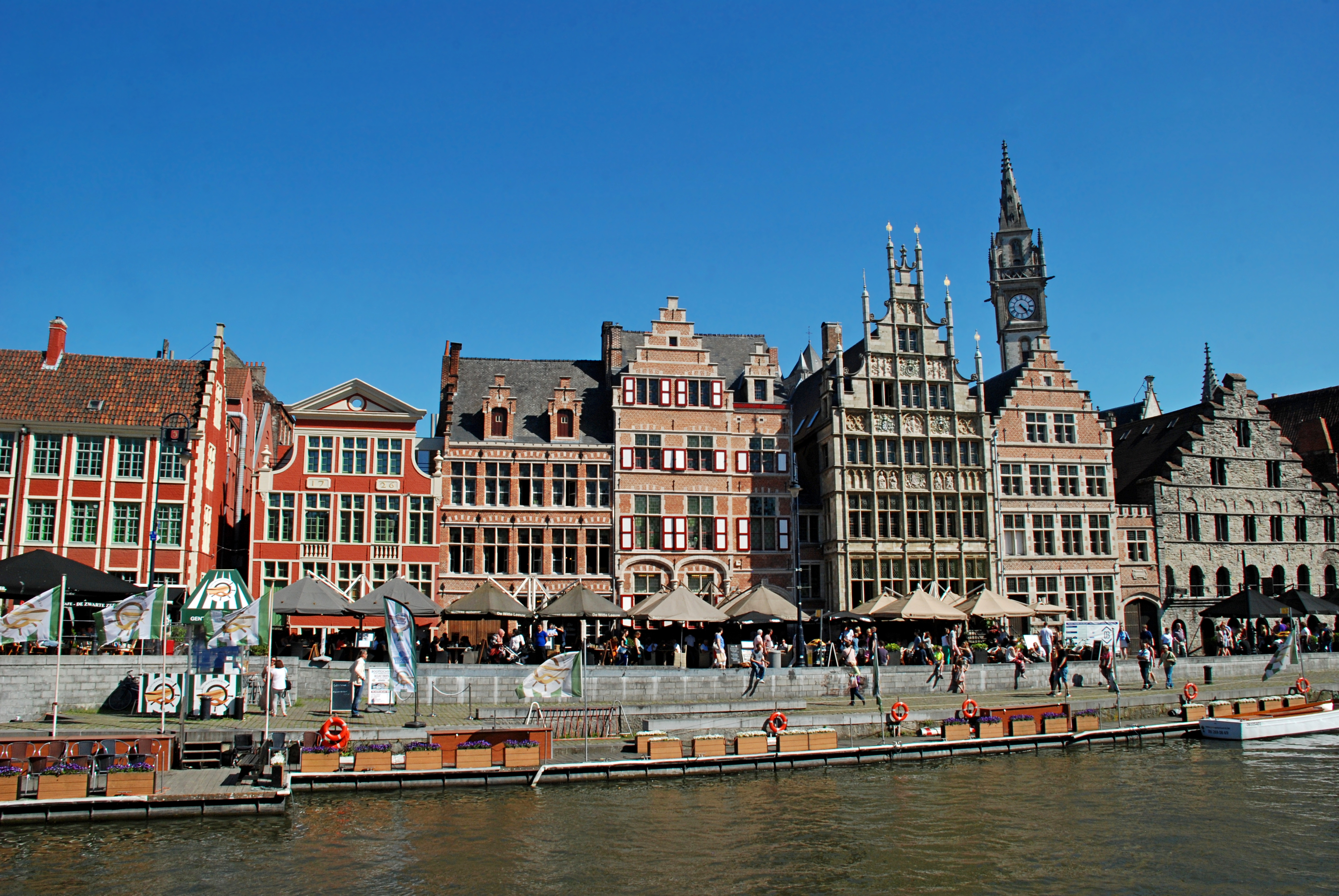
Quai aux Herbes (Graslei).

## Historique

### Le port Tusschen Brugghen
À la fin du XIIe siècle, la ville de Gand, qui était déjà un centre lainier et avait le droit d'entreposer les céréales, reçoit une charte communale du comte Philippe d'Alsace.
Ceci favorise le développement du port de commerce sur la Lys appelé Tusschen Brugghen (Entre Ponts), à hauteur des quais aux Herbes (Graslei) et aux Grains (Korenlei) actuels. Le port devient encore plus important au XIIIe siècle grâce au percement en 1251-1269 du canal de la Lieve qui relie Gand à la mer du Nord.
La plupart des maisons qui se dressent le long du quai aux Herbes (Graslei) avaient un rapport avec les activités portuaires.

### La Maison De Beerie
Selon Charles-Louis Diericx, dans ses Mémoires sur la ville de Gand, « L'ancien mot flamand beere, qui appartient aussi à la langue allemande, veut dire proprement grain, graine, baie ;  mais on se sert surtout de ce mot en flamand pour exprimer grains, et en termes de commerce l'expression beer ou beerilegghers signifie marchands de blé ; eene beerie est un magasin de blé ».
D'après les archives, le bâtiment d'origine était en bois. 
En 1625-1626, la façade en bois est remplacée par une façade en pierre, qui est ultérieurement modifiée en 1726.
La façade est reconstruite en 1912 sous la direction de l'architecte Amand Robert Janssens d'après le dessin d'origine déposé lors de la demande de permis de bâtir de 1726.
La maison est classée comme monument historique depuis le 14 septembre 2009 et figure à l'inventaire du patrimoine immobilier de la Région flamande sous la référence 24752.

## Architecture
La Maison De Beerie présente une façade de cinq travées en briques et en pierre blanche.
Elle compte quatre niveaux de fenêtres, toutes peintes en vert, séparés par des cordons de pierre blanche.
Le niveau le plus bas est un sous-sol auquel on accède par une porte en position axiale.
Le rez-de-chaussée est percé d'une porte d'entrée à laquelle on accède par un escalier de huit degrés, et de quatre fenêtres à croisée, avec meneau et traverse en pierre, sur allège en briques.
Le premier étage est percé de cinq fenêtres à croisée identiques à celles du rez, avec une balustrade de pierre sous les fenêtres de la deuxième et de la cinquième travées.
La façade se termine par un pignon flanqué de deux pots à feu et percé de trois fenêtres à croisée sous lesquelles on aperçoit deux cartouches « 17 » et « 26 » formant le millésime de construction de la façade. Le pignon se termine par un entablement et une fronton triangulaire.

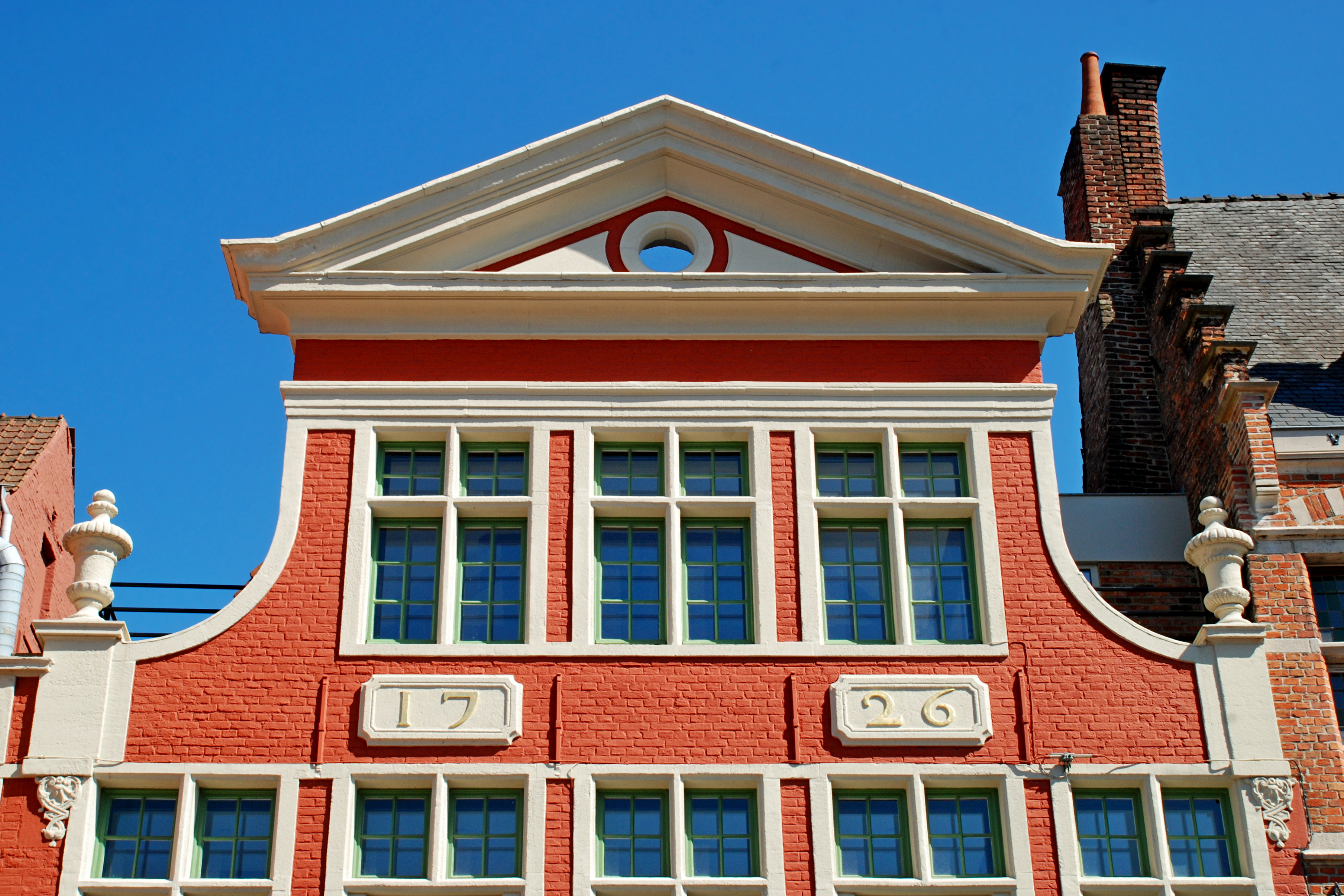
Le pignon et son fronton triangulaire.
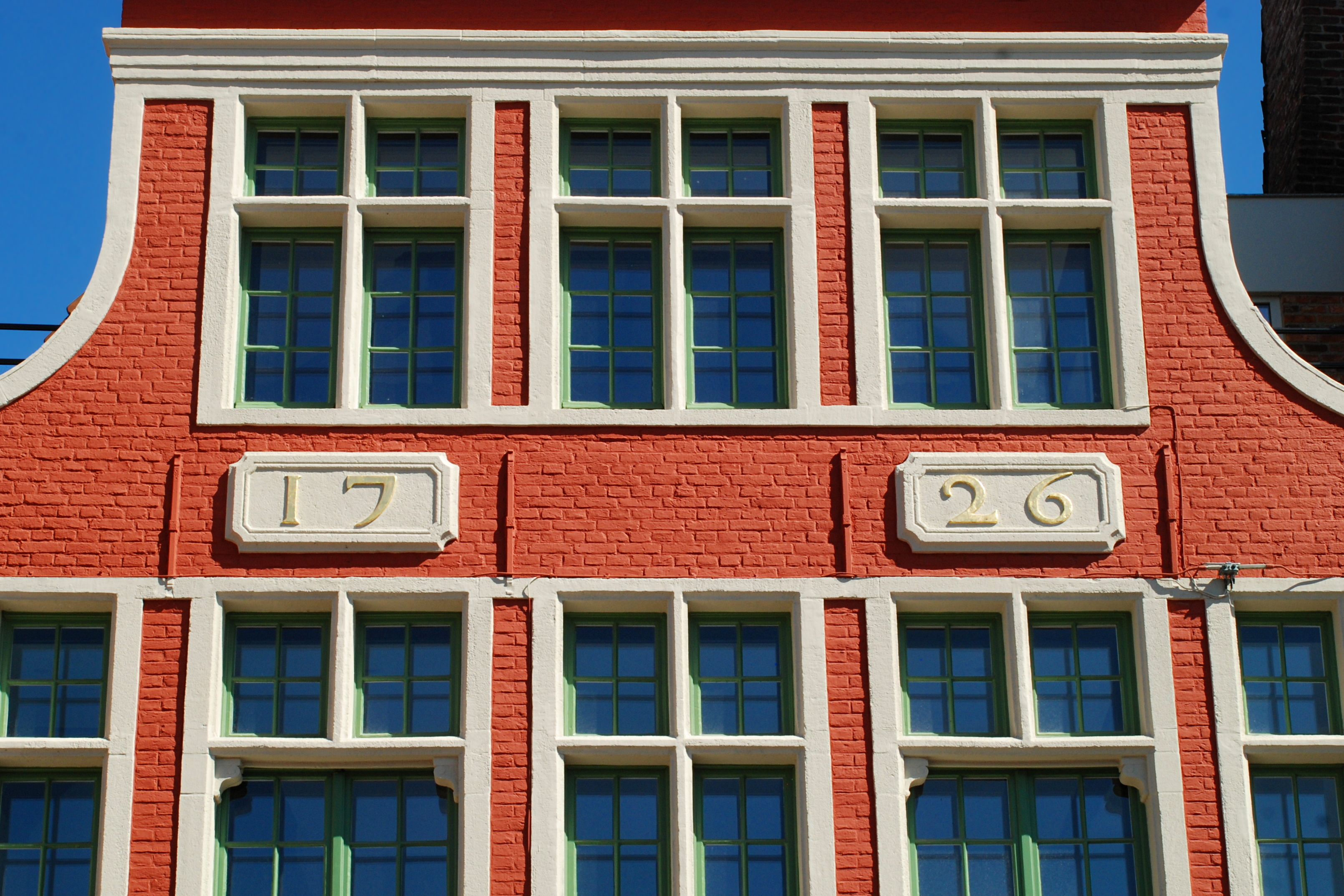
Le millésime 1726.